# 花溪南站 (地铁)
花溪南站是贵阳轨道交通3号线的地铁车站，位于中华人民共和国贵州省贵阳市花溪区清溪路与孟溪路交叉口，于2023年12月16日开通。可換乘貴陽市域環城快鐵花溪南站。

## 车站结构
花溪南站沿清溪路南北向设置，为地下二层岛式站台车站，地下一层为站厅层，地下二层为站台层。
| 地面              | 出入口 | A、B、C、D出入口 |
| 地下一层          | 站厅   | 客服中心、自动售票机、验票机                                                                                          |
| 地下二层          | 站台   | \| \| \| █ 3号线往洛湾（明珠大道） \| \| 島式 · 開左邊车门 \| \| \| \| \| \| █ 3号线往桐木岭（省委党校）（浪風關） \| |
|                   |        | █ 3号线往洛湾（明珠大道）                                                                                             |
| 島式 · 開左邊车门 |        | |
|                   |        | █ 3号线往桐木岭（省委党校）（浪風關）                                                                                 |

## 车站出口
花溪南站共设4个出口，各出口及周围设施如下所示：
| 编号                | 出入口信息               | 照片 | 无障碍设施 |
| ------------------- | ------------------------ | ---- | ---------- |
| A · 出口 · （设有） | 清溪路、孟溪路、花溪南站 |      |            |
| B · 出口            | 清溪路                   |      | 不適用     |
| C · 出口 · （设有） | 清溪路                   |      |            |
| D · 出口            | 清溪路、孟溪路           |      | 不適用     |
| 图例： 设有         |                          |      |            |

## 接驳交通

### 公交车
- 轨道花溪南站：203路、203支路、花溪18路1線、花溪18路3線、花溪21路、花溪22路、花溪至赵司公交

## 车站历史
本站建设时期工程名为花溪南站，开通前確定維持原站名。
- 2023年12月16日，车站随3号线一期工程通车开通[2]。